# Villelongue-de-la-Salanque
Villelongue-de-la-Salanque là một xã trong tỉnh Pyrénées-Orientales, vùng Occitanie phía nam nước Pháp. Xã Villelongue-de-la-Salanque nằm ở khu vực có độ cao trung bình 10mét]] trên mực nước biển.